# You're Makin' Me High
"You're Makin' Me High" är en låt framförd av den amerikanska sångaren Toni Braxton, inspelad till hennes andra studioalbum Secrets (1996). Den skrevs av Braxtons mentor och samarbetspartner Kenneth "Babyface" Edmonds och hennes dåvarande pojkvän Bryce Wilson från musikduon Groove Theory. Låten gavs ut som huvudsingel från albumet på dubbel A-sida med "Let It Flow", Braxtons låt från soundtracket till den amerikanska långfilmen Hålla andan (1995). "You're Makin' Me High" var ett försök att utvidga Braxtons artisteri, från att hon tidigare bara sjungit sorgsna kärleksballader i genren vuxenpop. Låten var fortfarande i samma genre men nu snabbare takt. Textmässigt innebar den också en mera provokativ och sexuell stil för Braxton och framställde henne för första gången som en sexsymbol. Låttexten beskriver framförarens fantasier och starka åtrå mot en potentiell manlig partner och syftar indirekt på masturbation.
"You're Makin' Me High" blev kontroversiell vid utgivningen och några musikjournalister chockades av låtens sexuella underton. År 1997 vann Braxton sin tredje Grammy Award i kategorin Best Female R&B Vocal Performance (Bästa kvinnliga sångframförande i kategorin R&B). "You're Makin' Me High / Let It Flow" blev en hit i USA och Braxtons första att inta den prestigefyllda förstaplatsen på den amerikanska singellistan Billboard Hot 100. Den var även framgångsrik på förgreningslistorna Hot R&B/Hip-Hop Songs och Hot Dance Club Songs; på den sistnämnda tack vare en dansremix skapad av den amerikanska disc jockeyn David Morales. Internationellt blev "You're Makin' Me High" en av Braxtons första genombrott med topp-tio positioner i flera länder, däribland Australien, Kanada och Storbritannien.
Musikvideon till låten regisserades av Braxtons nära vän och tidigare samarbetspartner Billie Woodruff. Han ville att videon skulle vara modeinriktad och utspela sig i futuristiska miljöer. Woodruff beskrev i efterhand inspelningen som en höjdpunkt i hans karriär då han fick fria händer och kunde gå efter sin vision från början till slut. Wilson, Braxtons dåvarande pojkvän, medverkar i videon som kärleksintresse medan Vivica A. Fox, Erika Alexander och Tisha Campbell-Martin spelar Braxtons vänner som umgås i luxuösa omgivningar. "You're Makin' Me High" samplades av Method Man & Redman på deras låt "Part II" från soundtracket till den amerikanska långfilmen How High. Låtens brygga och refräng samplades av den amerikanska disc jockeyn Secondcity på "I Wanna Feel" (2014) som nådde förstaplatsen på Storbritanniens singellista.

## Bakgrund
I juli 1993 släpptes den amerikanska sångaren Toni Braxtons självbetitlade debutalbum. Albumet gavs ut på hennes mentor och musikaliska samarbetspartner Kenneth "Babyface" Edmonds skivbolag LaFace Records. Albumet etablerade Braxton som en av 1990-talets framgångsrikaste nykomlingar med 10 miljoner sålda exemplar. Hon blev snabbt skiljbar från andra kvinnliga sångare för sin säregna och djupa altstämma. Långsamma ballader om hjärtekross i genren vuxenpop blev hennes signum och låtar som "Love Shoulda Brought You Home" (1992) "Another Sad Love Song" (1993) och "Breathe Again" (1993) blev framgångar på både R&B- och popmarknaden. Steve Huey från Allmusic konstaterade att hennes röst hade "tillräckligt mycket soul för att locka R&B-lyssnare, var tillräckligt polerad för vuxenpop och samtidigt tillräckligt ungdomlig för den yngre målgruppen."
Under åren efter debutalbumet jobbade Braxton på uppföljaren Secrets. Braxtons nära vän och musikvideoproducent, Bille Woodruff, hjälpte Braxton att välja ut låtar till albumet. Woodruff hade tidigare varit chef för musikvideoproduktionen till hennes "How Many Ways" (1994) och ansvarig för marknadsföringen av låten. Woodruff lyssnade på låtarna Braxton spelat in till Secrets men ansåg att albumet saknade något mera "ungdomligt och hetare" som skulle vidga allmänhetens syn på Braxton som mer än bara en sångare om hjärtekross. I en intervju elaborerade Woodruff: "Hon framstod så mycket äldre än vad hon egentligen var för låtarna hade den framtoningen. Jag tyckte att dom behövde något mera djärvt och hett." Woodruff rekommenderade sin vän- och Braxtons dåvarande pojkvän- Bryce Wilson till Edmonds och hans chef L.A. Reid. Edmonds och Reid var till en början tveksamma men Woodruff ansåg att Wilson var rätt person att jobba med Braxton för att ge henne ungdomligare framtoning.

## Inspelning och komposition
Wilson, som var ena hälften av musikduon Groove Theory, skrev och komponerade flera låtar i sin källare, som han skickade till Braxton och Reid. Braxton fattade tycke för kompositionen "Nothing for You" som Wilson skrivit tillsammans med producenten Dallas Austin. Några dagar senare, medan Wilson var ute på turné med Groove Theory, fick han ett telefonsamtal av Braxton som berättade att hon önskade en kraftigare basgång på låten. Reid ansåg att låten "saknade något" och Braxton tog därför med den till Babyface för att skriva om delar av låttexten. Babyface skapade refrängen och samarbetade med Wilson på resten av låttexten. Resultatet blev en komposition med nya titeln "You're Makin' Me High" som hade sexuella antydningar och ordspel. Braxton växte upp i ett kristet hushåll och med en far som var pastor. Hon var därför tveksam till att spela in låten. I en intervju berättade Babyface om Braxtons reaktion:

"Den var sexig för Toni behövde sjunga något lite mera vågat. Hon var osäker i början. Hon visste inte om hon kunde sjunga sådana saker. Hon ville inte förolämpa någon. Det var en chansning, men det fungerade."

"You're Makin' Me High" är en låt i genren R&B och den har en speltid på fyra minuter och tjugosju sekunder (4:27). Låttexten beskriver framförarens sexuella fantasier och starka åtrå mot en potentiell manlig partner och syftar indirekt på masturbation. I en av verserna sjunger Braxton: "I can imagine you/ Touching my private parts/ And just the thought of you/ I can't help but touch myself". År 2012 berättade Braxton om låttexten i ett avsnitt av musikdokumentären Behind the Music på kanalen VH1. I bryggan går verserna: "I want to feel your heart and soul inside of me / Let’s make a deal you roll, I lick / And we can go flying into ecstasy". Dessa var inspirerade av första gången Wilson fick Braxton att röka marijuana. I memoaren Un-Break My Heart (2014), tillskrev hon drogen som anledningen till att hon fick en hit med låten.
Enligt notblad publicerade på Musicnotes.com av Alfred Publishing har "You're Makin' Me High" ett medelsnabbt tempo och utgår från 96 taktslag per minut. Kompositionen skrevs i tonarten H-moll och utgörs av piano, gitarr och Braxtons sångröst som sträcker sig från tonen Eb3 till Db5. Den har beats som beskrivits som liknande de på Groove Theorys "Tell Me" (1995), Edie Brickell-influerad gitarr, en subtil basgång och en ljudbild med lätt antydan till Orientalisk musik. Braxtons sångframförande har beskrivits som "helt utan ansträngning med mjuk sång och med fyllig bakgrundssång i flera texturlager". Låten ljudmixades av Bob Brockman och hade mastering av Herb Powers. Den spelades in vid The Record Plant i Los Angeles, Kalifornien av Brad Gilderman, Russell Elevado, Bryan Reminic, Paul Boutin och Robbes Steigli. Braxton och Babyface sjöng bakgrundssången tillsammans med den amerikanska artisten Chanté Moore. Om att jobba i inspelningsstudion med Braxton sa Babyface:

"Toni är lättsam. Hon gillar inte att fördriva tiden bakom mikrofonen. Hon vill uträtta det hon kom för att göra och få det överstökat. Hon stannar tills hon är klar. Hon gillar inte att ta raster. Om jag hör att hennes röst är lite för ansträngd så tjatar jag på henne att ta en paus och hon svarar bara; 'Nix, nu fortsätter vi'. Jag beundrar henne för det."

## Utgivning och remixversioner

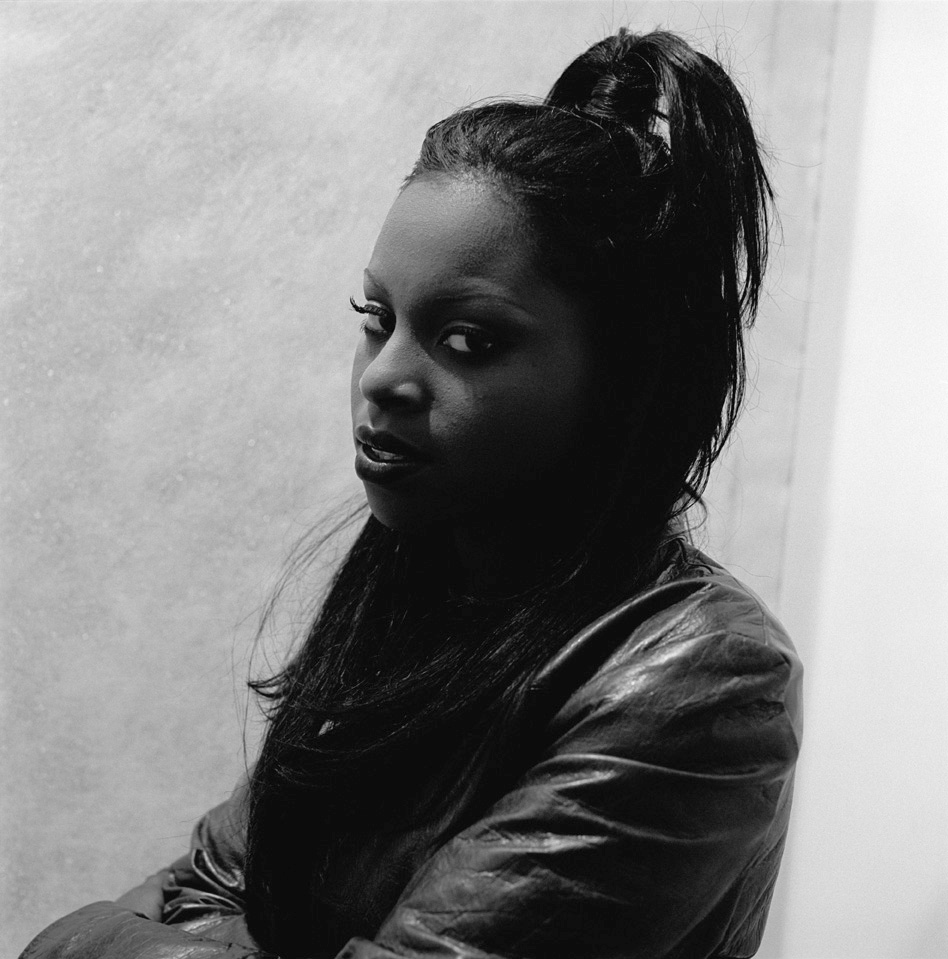
Foxy Brown medverkade på remixen "Groove Mix".

"You're Makin' Me High" valdes ut av LaFace att bli huvudsingel från Secrets. I USA gavs den ut på dubbel A-sida med "Let It Flow", en låt inspelad av Braxton till soundtracket till den amerikanska långfilmen Hålla andan (1995). "Let It Flow" var redan en radiohit vid utgivningen av "You're Makin' Me High". Babyface och LaFace ville att så många som möjligt skulle höra "Let It Flow" eftersom de ansåg att Braxton gjort ett särskilt bra jobb med sångframförandet på låten. "You're Makin' Me High" skickades till popradio 14 maj 1996. Veckan efter blev låten tillagd i 49 radiostationers spellistor och var näst-mest tillagda låten efter Bryan Adams "The Only Thing That Looks Good on Me Is You" (1996) som lagts till 66 gånger. "You're Makin' Me High / Let It Flow" skickades till affärer i USA den 21 maj 1996. I Storbritannien gavs "You're Makin' Me High" ut på CD och kassett 1 juli 1996. En remixsingel gavs även ut på vinyl. Braxton spelade in ny sång till David Morales dansremix av låten. Hiphop-remixen "Groove Mix" gästades av den amerikanska rapparen Foxy Brown.
Lanseringen av låten introducerade även Braxtons nya stil där hon för första gången porträtterades som en sexsymbol. LaFace hade dessförinnan gett henne en välklädd och sofistikerad stil med kortklippt frisyr, långa aftonklänningar eller polotröjor som skulle ge mer fokus på hennes sångröst. I samband med lanseringen av låten och Secrets bar Braxton mer avslöjande klädsel som kortare klänningar med urringningar. Den nya stilen var ett resultat av Braxtons önskan att få bli porträtterad mer tidsenligt och i sin rätta ålder.

## Mottagande
"You're Makin' Me High" blev kontroversiell i USA och musikjournalister chockades över låtens sexuella undertoner. Många hyllade Braxtons "heta sångframförande" och kompositionens takt som var snabbare än på hennes tidigare musik. Stephen Thomas Erlewine från Allmusic lyfte fram låten som ett av de bästa spåren på Secrets. Paul Verna från Billboard var positiv till låten i sin recension av Secrets och lyfte fram låtens R&B-influerade groove. Entertainment Weekly beskrev "You're Makin' Me High" som ett "funk-bygge" som motbevisade tvivlare på att Braxton bara skulle klara att leverera långsamma låtar. Likaså Los Angeles Times ansåg att hon var "övertygande" trots en snabbare låt. The Rolling Stone Album Guide beskrev låten som en "ljudlig striptease". USA Today skrev: "Lyssnare som bara förväntar sig ballader från henne blir fintade ordentligt med första singeln, basdrivna 'You're Makin' Me High'."
Damien Mendis från tidskriften Music & Media var positiv till låten och skrev: "Den alltid så pålitliga Babyface går samman med Bryce Wilson från Groove Theory för att skapa en definitiv R&B-slagdänga som får dig att vilja be om mer." Han avslutade med att beskriva kompositionen som "utsökt". Webbplatsen Rated R&B recenserade låten år 2020 och beskrev den som "oemotståndligt förförisk". Alan Jones från den brittiska tidskriften Music Week beskrev låten som "förvånande livlig" och fortsatte: "Braxtons sång är exceptionell [...] Den är en uppenbar hit som höjer förväntningarna på Secrets". Pop Rescue beskrev låten som en "fantastisk midtempolåt som till fullo nyttjar Braxtons heta sångframförande, basgång och beats." Recensenten berömde bakgrundssången som gav kompositionen ett "extra lager av värme." Michael Arceneaux från tidskriften Complex Magazine kritiserade Braxtons försök under 2000-talet att vara sexig och ansåg att "You're Makin' Me High" i efterhand skulle ses som hennes bästa uttryck för sexualitet. Cleveland.com ansåg att låten "helt stal uppmärksamheten från A-sidan 'Let It Flow' med sin "sensuella framtoning" och rankade den på plats 65 över 1990-talets bästa singelutgivningar. Vid den trettionionde upplagan av den amerikanska Grammy Award-galan vann Braxton sin tredje pristrofé i kategorin Best R&B Vocal Performance - Female. Hon vann även en Billboard Music Award och en Soul Train Music Award för låten.
| Publikation      | Lista                                     | Rank | Ref.   |
| ---------------- | ----------------------------------------- | ---- | ------ |
| Complex Magazine | The Best 90's R&B Songs                   | 20   | [ 26 ] |
| Rolling Stone    | 20 Biggest Songs of the Summer: The 1990s | 8    | [ 29 ] |

## Försäljning
"You're Makin' Me High / Let It Flow" noterades första gången på Billboards topplistor den 6 juni 1996. På mainstream-listan Hot 100 gick singeln in på sjundeplatsen och fick titeln "Hot Shot Debut", veckans högsta debut. Placeringen blev Braxtons högsta debut på den singellistan. Hennes högsta hade dessförinnan varit plats 59 med "Breathe Again" 16 oktober 1993. Under nästkommande veckor blockerades den från förstaplatsen av "Tha Crossroads" (1996) med den amerikanska gruppen Bone Thugs-n-Harmony. Den 27 juli 1996 intog singeln förstaplatsen och blev därmed första listetta på popmarknaden i USA. Låten stannade i totalt 41 veckor på listan. På förgreningslistan Hot R&B/Hip-Hop Songs gick "You're Makin' Me High / Let It Flow" in på andraplatsen. Braxtons singel hade högre antal radiospelningar i Dallas, Texas och hade därför en placering högre än veckans andra debutant; "Why I Love You So Much" (1996) av Monica Arnold. Singeln intog förstaplatsen på listan 29 juni 1996 och blev därmed Braxtons första R&B-etta i karriären. Den stannade på listan i totalt 42 veckor. Dansremixerna av "You're Makin' Me High" blev populära och gjorde att Braxton fick sin första listetta på Billboards Hot Dance Club Play. Den låg kvar på listan i 14 veckor. Singeln rankades på förstaplatsen på årslistan Hot R&B Singles och såldes i 1 500 000 exemplar. Den mottog ett platinacertifikat av Recording Industry Association of America (RIAA) den 17 juli 1996.
Internationellt blev "You're Makin' Me High" Braxtons första riktigt stora utgivning som nådde topp-tio i Australien, Kanada, Nya Zeeland och Storbritannien. I Australien gick låten in på plats 44 den 28 juli 1996 och nådde som högst andraplatsen. Den mottog ett platinacertifikat av ARIA. I Kanada nådde låten som högst femteplatsen i sin tolfte vecka på topplistan. I Nya Zeeland gick "You're Makin' Me High" in på elfteplatsen 30 juni 1996. Den nådde som högst femteplatsen och stannade på topplistan i totalt 17 veckor. Den mottog ett platinacertifikat av Recorded Music NZ. I Storbritannien nådde låten sjundeplatsen på UK Singles Chart och certifierades silver av BPI.

## Musikvideo
Braxton gav Woodruff uppdraget att regissera videon till "You're Makin' Me High". I en intervju med Rated R&B år 2020 beskrev Woodruff att han blev förvånad över Braxtons förslag då han hade fått intrycket att han bara skulle vara chefsproducent för videon. I en intervju berättade han: "Toni ringde mig och sa något i stil med: 'Du måste göra min video.' Jag tänkte för mig själv att hon bara sa det för hon var min vän. Hon övertygade mig att hon verkligen ville att jag skulle göra den, så jag kände bara 'Ja, varför inte'." Videon blev den första som Woodruff regisserade något som han beskrev som "nervöst". Woodruff anlitade skådespelarna Tisha Campbell-Martin, Erika Alexander och Vivica A. Fox att medverka i videon som Braxtons väninnor och Wilson som hennes kärleksintresse.
"Jag älskade låten. Jag ville ge henne en stil som var modeinriktad och djärv. Jag ville visa att hon hade personlighet för hon hade inte fått chans att visa det. Hon var rolig och det visste inte många för hon sjön bara låtar om hjärtekross. Jag ville visa hur relaterbar hon var."
Woodruff fick fria händer av Laface och Braxton att bestämma videons koncept och handling. Han ville att videon skulle vara "modeinriktad" och utspela sig i "futuristiska miljöer". Woodruff beskrev i efterhand inspelningen som en höjdpunkt i hans karriär då han kunde gå efter sin vision från start till slut. Den börjar med ett futuristiskt rum där Braxton står på en piedestal i en vit catsuit från Norma Kamali och en Cher-influerad peruk. Några sekvenser visar Braxton som dansar förföriskt till musiken medan andra är närbilder på hennes ansikte medan hon sjunger. Nästkommande sekvenser Visar Braxton och hennes tre väninnor som umgås och har roligt. Tjejgruppen spelar ett spel där dom bedömer utseendet på män som anländer till lägenheten via hiss. Några av männen är mycket attraktiva och andra roande oattraktiva. Om iden kommenterade Woodruff: "Jag tyckte att det skulle vara ett sätt att göra det sexigt, för att passa låttexten men samtidigt visa hennes personlighet. När man ser videon förstår man hur humoristisk hon är." En efter en väljer väninnorna en man som de lämnar lägenheten med. Wilson anländer som pizzabud och Braxton följer med honom i hissen. Flera sekvenser visar de båda i ett badkar med sockervadd och dansande på ett dansgolv där Braxton bär en pantsuit.
Videon uppmärksammades för Braxtons sensualitet och hennes stil som beskrevs som "banbrytande". Hennes val att använda en peruk i videon blev uppmärksammat av afroamerikaner. I en intervju förklarade Woodruff: "Det låter roligt att säga nu men på det tiden var det en stor grej. Svarta kvinnor kunde ha löshår men det var ingenting man låtsades om eller ville göra uppenbart. Så det var något nytt att hon hade långt lockigt hår, brunt, lockigt hår och sen en peruk med hår likt Cher eller Joan Jett." Videon blev omåttligt populär på musikvideokanaler under sommaren år 1996. Tidskriften Rolling Stone ansåg att Braxton var "ikonisk" i sin vita catsuit. I en genomgång av 1990-talets bästa låtar skrev tidskriften Complex Magazine: "I videon bär Braxton en vit bodysuit, en peruk och en lockig frisyr som passade låten perfekt; hon var sexig utan att vara för mycket och helt hänförande med minimal ansträngning." Vid MTV Video Music Awards år 1996 var videon nominerad i kategorin Best R&B Video. Fram till januari 2022 hade videon fått 42 miljoner visningar på Braxtons Youtube-kanal.

## Liveframträdanden
Sedan utgivningen har Braxton ofta framfört "You're Makin' Me High" live. Den 18 juli 1996 framförde hon låten i den amerikanska talkshowen The Tonight Show With Jay Leno.

## Format och låtlistor
Enligt Discogs finns det 33 utgivningar av "You're Makin' Me High / Let It Flow", nedan listas utgivningar som ej är identiska
| 1. | "You're Makin' Me High" (Album Version) | 4:27 |
| 2. | "Let It Flow" (Album Version)           | 4:22 |

| 1. | "You're Makin' Me High" (Album Version)  | 4:27 |
| 2. | "You're Makin' Me High" (Classic Mix)    | 9:41 |
| 3. | "You're Makin' Me High" (Dance Hall Mix) | 4:51 |
| 4. | "You're Makin' Me High" (Groove Mix)     | 4:32 |
| 5. | "Let It Flow" (Album Version)            | 4:22 |

| 1. | "You're Makin' Me High" (Classic Mix)    | 9:41 |
| 2. | "You're Makin' Me High" (Classic Dub)    | 6:12 |
| 3. | "You're Makin' Me High" (Dance Hall Mix) | 4:51 |
| 4. | "You're Makin' Me High" (Groove Mix)     | 4:32 |
| 5. | "Let It Flow" (Album Version)            | 4:22 |

| 1. | "You're Makin' Me High" (Radio Edit)                | 4:12 |
| 2. | "You're Makin' Me High" (T'empo's Radio Edit)       | 4:06 |
| 3. | "You're Makin' Me High" (Dance Hall Mix)            | 4:51 |
| 4. | "You're Makin' Me High" (Groove Mix)                | 4:34 |
| 5. | "You're Makin' Me High" (T'empo's Private Club Mix) | 8:50 |
| 6. | "You're Makin' Me High" (Classic Mix - Morales)     | 9:43 |

| 1. | "You're Makin' Me High" (Radio Edit)    | 4:10 |
| 2. | "You're Makin' Me High" (Album Version) | 4:28 |
| 3. | "You're Makin' Me High" (Classic Edit)  | 3:37 |
| 4. | "You're Makin' Me High" (Groove Mix)    | 9:43 |

| 1. | "You're Makin' Me High" (T'empo's Private Club Mix) | 8:50 |
| 2. | "You're Makin' Me High" (Classic Mix - Morales)     | 9:43 |
| 3. | "You're Makin' Me High" (Dance Hall Mix)            | 4:51 |
| 4. | "You're Makin' Me High" (Album Version)             | 4:12 |
| 5. | "You're Makin' Me High" (Groove Mix)                | 4:34 |
| 6. | "You're Makin' Me High" (T'empo's Horny Dub Mix)    | 4:06 |

## Medverkande
Information hämtad från Discogs

### Musiker
- Låtskrivare – Bryce Wilson, Kenneth "Babyface" Edmonds
- Produktion – Bryce Wilson, Kenneth "Babyface" Edmonds
- Chefsproduktion – L.A. Reid, Kenneth "Babyface" Edmonds, Toni Braxton
- Ljudmixning – Bob Brockman
- Inspelning – Brad Gilderman, Russell Elevado, Bryan Reminic, Paul Boutin, Robbes Steigli
- Sång – Toni Braxton
- Bakgrundssång – Toni Braxton, Kenneth "Babyface" Edmonds, Chanté Moore

### Övriga
- Art director – D.L. Warfield, Davett Singletary
- Design – D.L. Warfield
- Manager – Arnold Stiefel, Randy Phillips
- Fotograf – Randee St. Nicholas

## Topplistor
| Lista (1996)                          | Topplacering |
| ------------------------------------- | ------------ |
| Australien (ARIA Charts)              | 2            |
| Kanada (Nielsen SoundScan)            | 6            |
| Kanada (RPM)                          | 5            |
| Kanada Adult Contemporary (RPM)       | 16           |
| Kanada Dance/Urban (RPM)              | 1            |
| Europa (European Hot 100 Singles)     | 30           |
| Tyskland (Media Control Charts)       | 47           |
| Irland (IRMA)                         | 21           |
| Nederländerna (Dutch Top 40)          | 13           |
| Nederländerna (Single Top 100)        | 13           |
| Nya Zeeland (Recorded Music NZ)       | 5            |
| Skottland (OCC)                       | 26           |
| Spanien (AFYVE)                       | 5            |
| Sverige (Sverigetopplistan)           | 11           |
| Storbritannien UK Singles Chart (OCC) | 7            |
| Storbritannien UK R&B Singles (OCC)   | 7            |
| USA Billboard Hot 100                 | 1            |
| USA Hot R&B/Hip-Hop Songs (Billboard) | 1            |
| USA Hot Dance Club Songs (Billboard)  | 1            |
| USA Mainstream Top 40 (Billboard)     | 6            |
| USA Rhythmic (Billboard)              | 2            |

| Lista (1996)                          | Topplacering |
| ------------------------------------- | ------------ |
| Australien (ARIA)                     | 10           |
| Kanada Top Singles (RPM)              | 57           |
| Kanada Dance/Urban (RPM)              | 20           |
| Nederländerna (Dutch Top 40)          | 74           |
| Nederländerna (Single Top 100)        | 92           |
| New Zealand (Recorded Music NZ)       | 22           |
| Sverige (Sverigetopplistan)           | 50           |
| USA Billboard Hot 100                 | 9            |
| USA Hot R&B/Hip-Hop Songs (Billboard) | 1            |
| USA Mainstream Top 40 (Billboard)     | 20           |
| USA Rhythmic (Billboard)              | 5            |

| Lista (1997)          | Topplacering |
| --------------------- | ------------ |
| USA Billboard Hot 100 | 98           |

| Lista (1997)          | Topplacering |
| --------------------- | ------------ |
| USA Billboard Hot 100 | 68           |

| Lista (1997)          | Topplacering |
| --------------------- | ------------ |
| USA Billboard Hot 100 | 243          |

## Certifikat
| Australien (ARIA)                      | Platina | 70 000̂^   |
| Nya Zeeland (Recorded Music NZ)        | Platina | 10 000̂^   |
| Storbritannien (BPI)                   | Silver  | 200 000̂^  |
| USA (RIAA)                             | Platina | 1 500 000 |
| ^ avser siffror baserade på certifikat |         |           |

## Utgivningshistorik
| Region         | Datum       | Format                                    | Skivbolag      |
| -------------- | ----------- | ----------------------------------------- | -------------- |
| USA            | 14 maj 1996 | Radio (contemporary hit radio)            | LaFace Records |
| USA            | 21 maj 1996 | CD-singel, CD/Maxi-singel, vinyl, kassett | LaFace Records |
| Storbritannien | 1 juli 1996 | CD-singel, kassett                        | LaFace Records |